# Xã Clinton, Quận Oscoda, Michigan
Xã Clinton (tiếng Anh: Clinton Township) là một xã thuộc quận Oscoda, tiểu bang Michigan, Hoa Kỳ. Năm 2010, dân số của xã này là 441 người.